# August Mayer
Friedrich Ludwig August Mayer (Bärenstein bei Annaberg, 12 d'agost de 1790 - Dresden, 31 de març de 1829) fou un baix i compositor alemany.
Actuà en l'Òpera alemanya de Dresden (1819-1826), on es representà el drama musical, de la seva pròpia composició, titulada: Die Burgschaft. A Leipzig, Mayer publicà sis Lieder per a veu de baix amb acompanyament de piano.
Un altre músic amb el mateix nom, nascut a Hannover, perfeccionà l'aelodicon, instrument amb el qual feu concerts a Bremen el 1827.